# Acalypha raivavensis
Acalypha raivavensis är en törelväxtart som beskrevs av Forest Buffen Harkness Brown. Acalypha raivavensis ingår i släktet akalyfor, och familjen törelväxter. Inga underarter finns listade i Catalogue of Life.